# Ceratalictus allostictus
Ceratalictus allostictus är en biart som beskrevs av Jesus Santiago Moure 1950. Ceratalictus allostictus ingår i släktet Ceratalictus och familjen vägbin. Inga underarter finns listade i Catalogue of Life.